# Kortschak-Gruppe

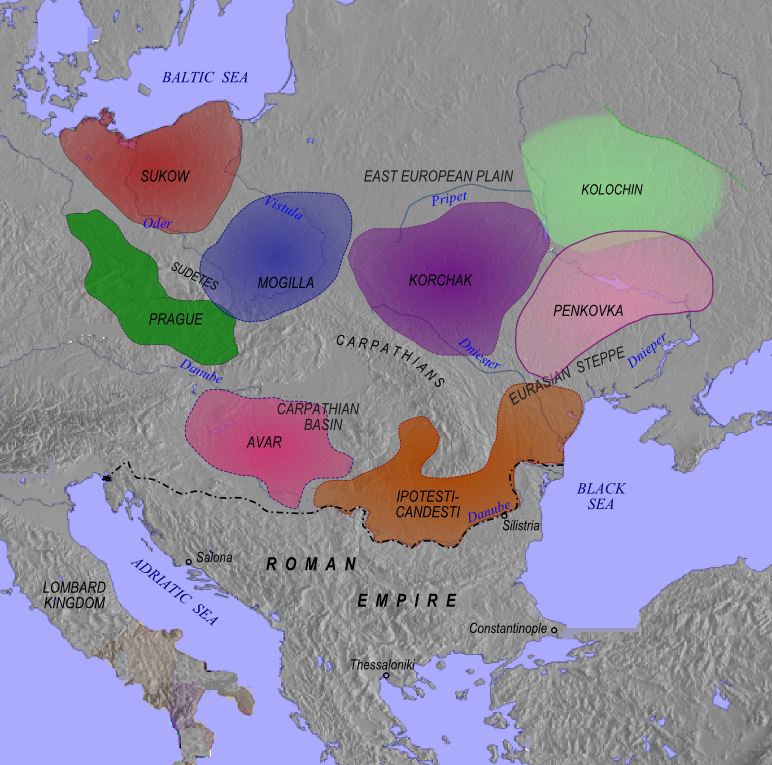
Archäologische Kulturen Mittel- und Osteuropas im 7. Jahrhundert

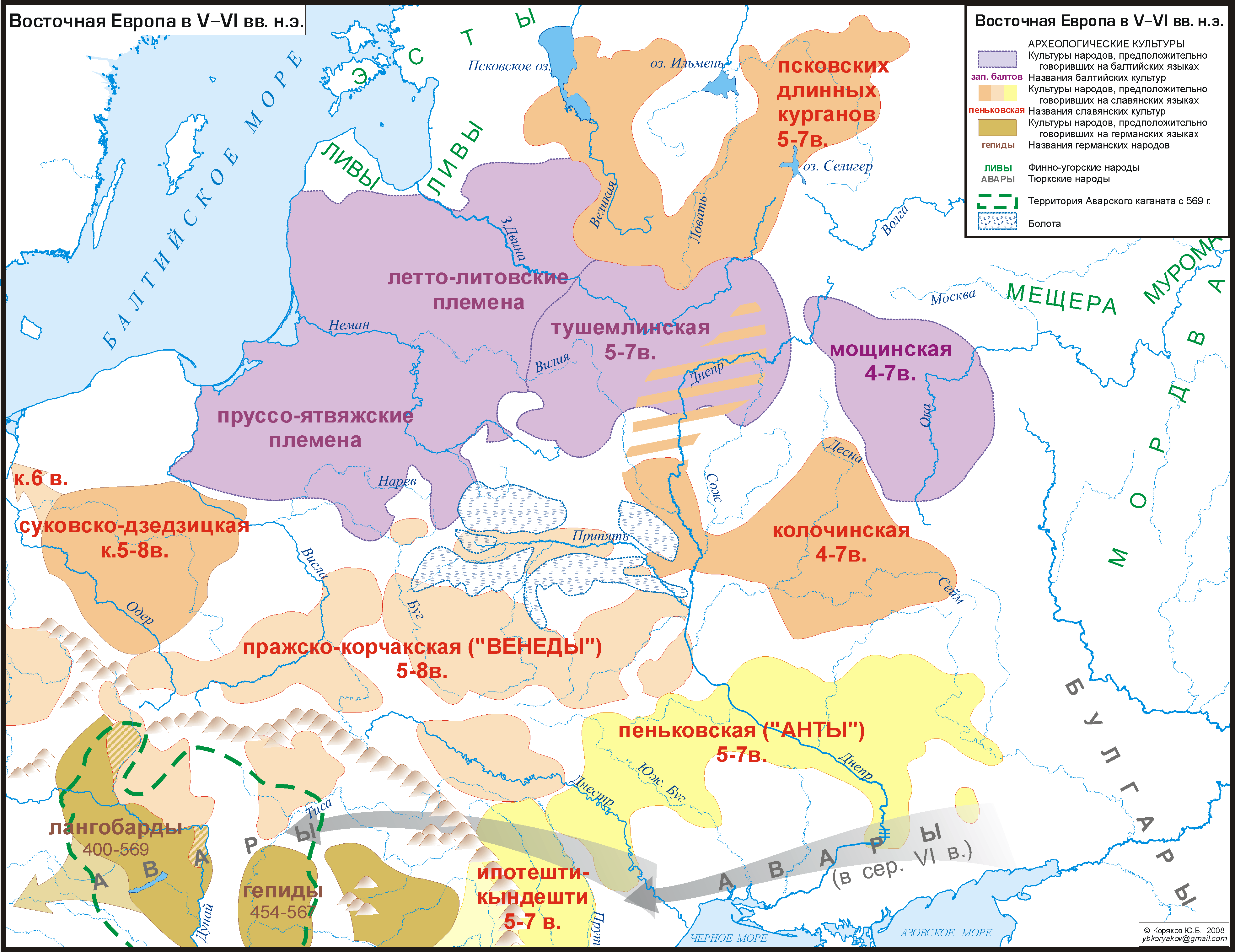
Slawische und baltische Kulturen im 6. Jahrhundert. Prag-Kortschak-Kultur (helles ocker)

Die Kortschak-Kultur (englisch Korchak-Kultur) war eine archäologische Kultur im 6. und 7. Jahrhundert auf dem Gebiet der heutigen Ukraine und des heutigen Belarus. Sie gilt als östlicher Teil der Prag-Kortschak-Kultur.
Träger der Kortschak-Kultur waren slawische Stämme, die schriftlich wahrscheinlich nicht erwähnt wurden (Duleben?).

## Verbreitungsgebiet
Die Kortschak-Kultur erstreckte sich zwischen Prypjat und oberem Dnepr im Osten und Südlichem Bug und Dnister im Westen. Sie ist benannt nach dem Fundort Kortschak zwischen den Flüssen Prypjat und Teteriw in der Oblast Schytomyr. Sie grenzte im Osten an die Kolotschin-Kultur, im Südosten an die Penkowka-Kultur, im Süden an die Ipotești-Cândești-Kultur und im Norden an die Tuschemlja-Kultur.

## Entstehung
Die Kortschak-Kultur entstand im 6. Jahrhundert aus der Kiewer Kultur, mit Einfluss der germanischen Przeworsk- und Tschernjachow-Kultur.

## Wirtschaft
Ackerbau und Viehzucht (Rinder, Ziegen, Schafe, Schweine) bildeten die Lebensgrundlage. Eisen wurde bearbeitet. Die Kultur zeichnet sich durch spezifische Formen der modellierten, schmucklosen Gefäße aus, die als die erste Stufe in der Entwicklung der slawischen Töpferei gelten.

## Siedlungen
Die Siedlungen lagen an Flüssen und waren unbefestigt. Sie bestanden aus 10 bis 20 Häusern, hatten eine Fläche von 0,5 bis 1 ha und waren 0,5 bis 3 km voneinander entfernt. Die Häuser waren in die Erde eingetieft und mit Holzpfostenkonstruktionen errichtet, mit einem Steinofen in einer Ecke. Sie waren rechteckig und hatten eine Fläche von 6 bis 20 m². In jeder Behausung lebten bis zu fünf Personen, wobei typischerweise weniger als 100 Personen in einer Siedlung lebten.

## Bestattungskultur
In Hügelgräbern (Kurganen) oder in mit Steinen belegten rechteckigen Gräbern in Gräberfeldern wurde Leichenbrand in Urnen bestattet.

## Nachfolgekulturen
Im 8. Jahrhundert folgt auf die Kortschak-Kultur die ostslawische Luka-Rajky-Kultur, die wahrscheinlich den für das 9. Jahrhundert erwähnten Drewljanen zuzuordnen ist.

## Forschungsgeschichte
Die Ausgrabungen begannen in den 1920er Jahren durch S. S. Gamchenko im Dorf Kortschak in der Nähe von Schytomyr, Ukraine. Als eigenständige Kultur wurde die Kortschak-Kultur von Lu. V. Kucharenko identifiziert. 